# Mezquita Mayor de Granada (siglo XXI)

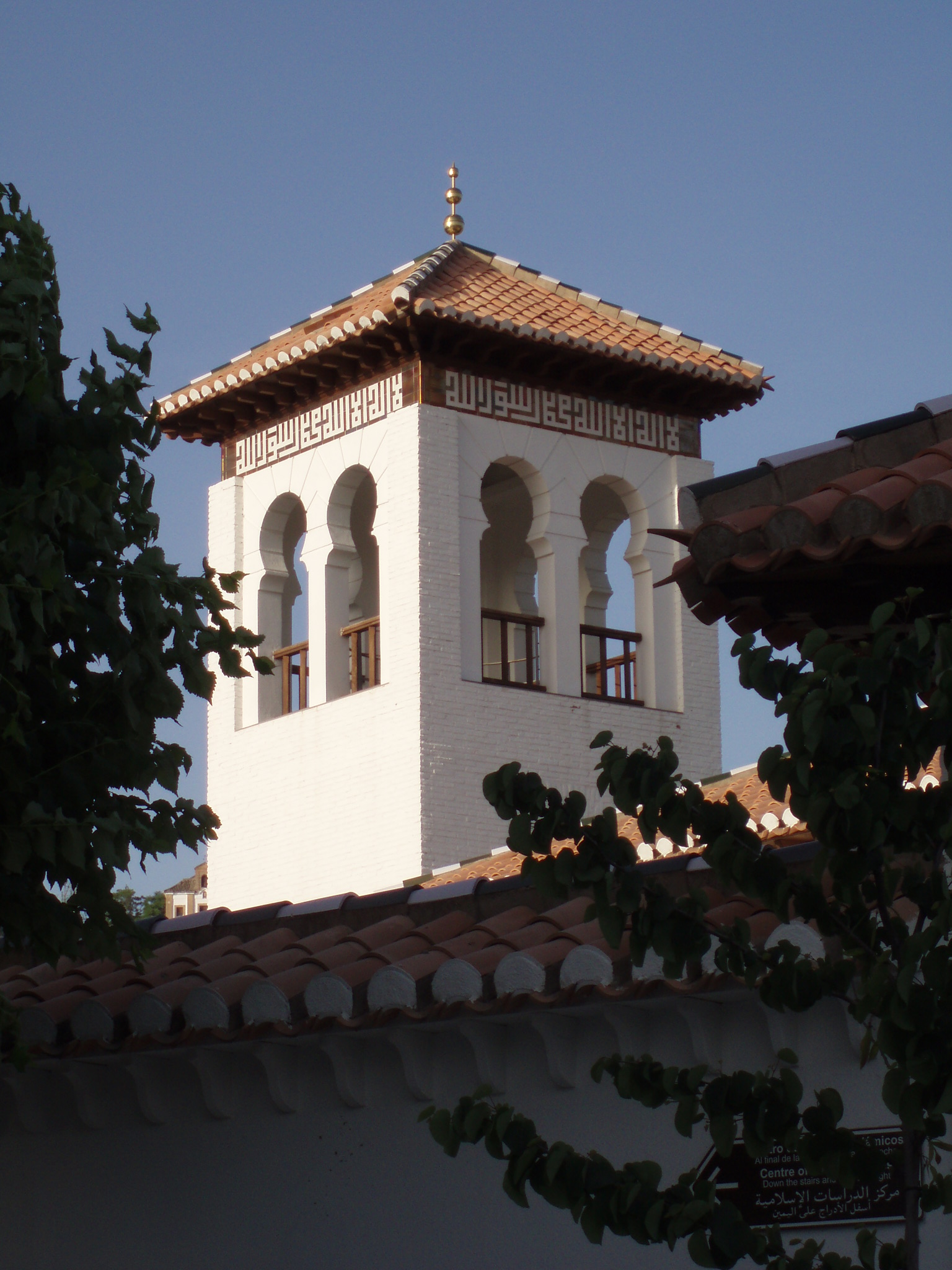
Minarete en el Albaicín.

La Mezquita Mayor de Granada es un templo islámico inaugurado en 2003 en la ciudad de Granada, en la comunidad autónoma de Andalucía, al sur de España. Se trata de la primera mezquita construida en la ciudad desde 1492, después de un paréntesis de 500 años.
La mezquita cuenta con un Centro de Estudios Islámicos, que tiene un programa de conferencias, clases de lengua árabe, exposiciones y cursos de temas relacionados con el Islam y el legado islámico en España. Además, también tiene un punto de asistencia al necesitado y a los musulmanes en general y una biblioteca con textos y materiales audiovisuales sobre el islam en árabe, inglés y español.
Está situada en la Plaza San Nicolás, en el histórico barrio del Albaicín.
La Mezquita Mayor de Granada está compuesta por tres elementos bien diferenciados: el jardín, la sala de oración (que es la mezquita propiamente dicha) y el Centro de Estudios Islámicos.
El jardín se asoma al valle del río Darro y al monte de Sabika, en cuya cima se erige la Alhambra. Al fondo se divisan las cumbres de Sierra Nevada. Las variedades botánicas de este jardín son todas mediterráneas: pino, olivo, granado, naranjo y limonero, y las dos fuentes de mosaico netamente andaluzas.
La Mezquita Mayor se ha decorado con sobrios elementos tomados de las tradiciones artísticas islámicas. El mihrab, que marca la dirección de la oración hacia La Meca, es una réplica del de la Mezquita de Córdoba. Los paneles de madera de cedro del Atlas, tallados a mano, contienen una aleya del Corán, donde se nombran algunos de los atributos divinos.
Los paños de mármol de diferentes colores son idénticos a los de la Mezquita de Al Aqsa, en Jerusalén. Las grandes ventanas de la qibla son copia de las de la Mezquita Azul de Estambul. La fuente y los mosaicos del patio que da acceso a la sala de oración han sido realizados por artesanos de Fez, en Marruecos, que han preservado los mismos diseños y las mismas técnicas utilizadas en la Granada musulmana de hace 1000 años.
El alminar es una torre de proporciones y silueta genuinamente albaicineras. La inscripción en mosaico con caligrafía kúfica, que se puede leer bajo su alero, es la declaración de fe de los musulmanes: “No hay más dios que Allah. Muhammad es el mensajero de Allah.” Por último, el Centro de Estudios Islámicos contiene una biblioteca con textos sobre el islam en árabe, español y otros idiomas, así como medios audiovisuales. También incluye una sala de conferencias con capacidad para 140 personas y una sala de exposiciones. En la planta baja y en el zaguán principal de entrada se encuentra la recepción y la tienda de libros, artesanía y recuerdos de la Mezquita Mayor.